# Carolyn Cassady
Carolyn Cassady (født 28. april 1923, død 20. september 2013) var en amerikansk forfatter med tilknytning til beatgenerationen via sit ægteskab med Neal Cassady og venskab med andre forfattere. Hun optrådte derfor ofte i værker af forfatteren Jack Kerouac, der skrev meget om Neal Cassady.
Hun blev født som Carolyn Robinson i Lansing, Michigan og voksede op i Nashville, Tennessee. Hun fik et stipendium til det fornemme Bennington College for kvinder i Vermont. Efter sin eksamen i teaterkunst fortsatte hun på universitetet i Denver.
Carolyn mødte Neal i Denver i marts 1947. Han var lige kommet tilbage fra sit første besøg i New York, hvor han havde mødt Jack Kerouac og Allen Ginsberg. Neal var på det tidspunkt gift med LuAnne Henderson. I august 1947 fandt Carolyn LuAnne, Neal og Allen nøgne i seng sammen. Hun troede, at deres korte romance var slut og tog til Los Angeles for at arbejde som kostumedesigner.
Carolyn flyttede nordpå til San Francisco for at bo sammen med sin søster, da hun ikke kunne finde arbejde i Los Angeles. Men fem uger efter hun havde forladt Denver, dukkede Neal op i hendes liv igen og genoptog romancen. Hans ægteskab med LuAnne var blevet ophævet, og i april 1948 giftede Carolyn og Neal sig. I september 1948 fødte Carolyn datteren Cathleen Joanne. Carolyn regnede med, at tilværelsen nu ville falde i faste rammer, men blev chokeret, da Neal i december købte en gammel bil og sagde, at han lige smuttede til New York for at hente sin ven Jack Kerouac.
Neal kørte til Denver for at samle sin ex-kone op og så samlede han Kerouac op i North Carolina. Historien er udødeliggjort i Kerouacs roman On the Road. Idet hun troede, at ægteskabet med Neal var slut, flyttede Carolyn sammen med datteren i en lejlighed i San Francisco. I slutningen af januar 1949 satte Neal LuAnne og Jack af på et gadehjørne i San Francisco og var hjemme igen.
I juli ankom Jack Kerouac til Neals og Carolyns hjem i San Francisco. Jack og Carolyn indledte en affære med Neals stiltiende samtykke.
Neal fortsatte med at være utro og rejse rundt resten af sit liv. Den 4. februar 1968 modtog Carolyn en telefonopringning og erfarede, at Neal var død i Mexico. Neal var på det tidspunkt 43 og Carolyn 46. Carolyn flyttede til London i England.
Carolyn Cassady døde i 2013. 

Denne artikel er en oversættelse af artiklen Carolyn Cassady på den engelske Wikipedia